# Laozi

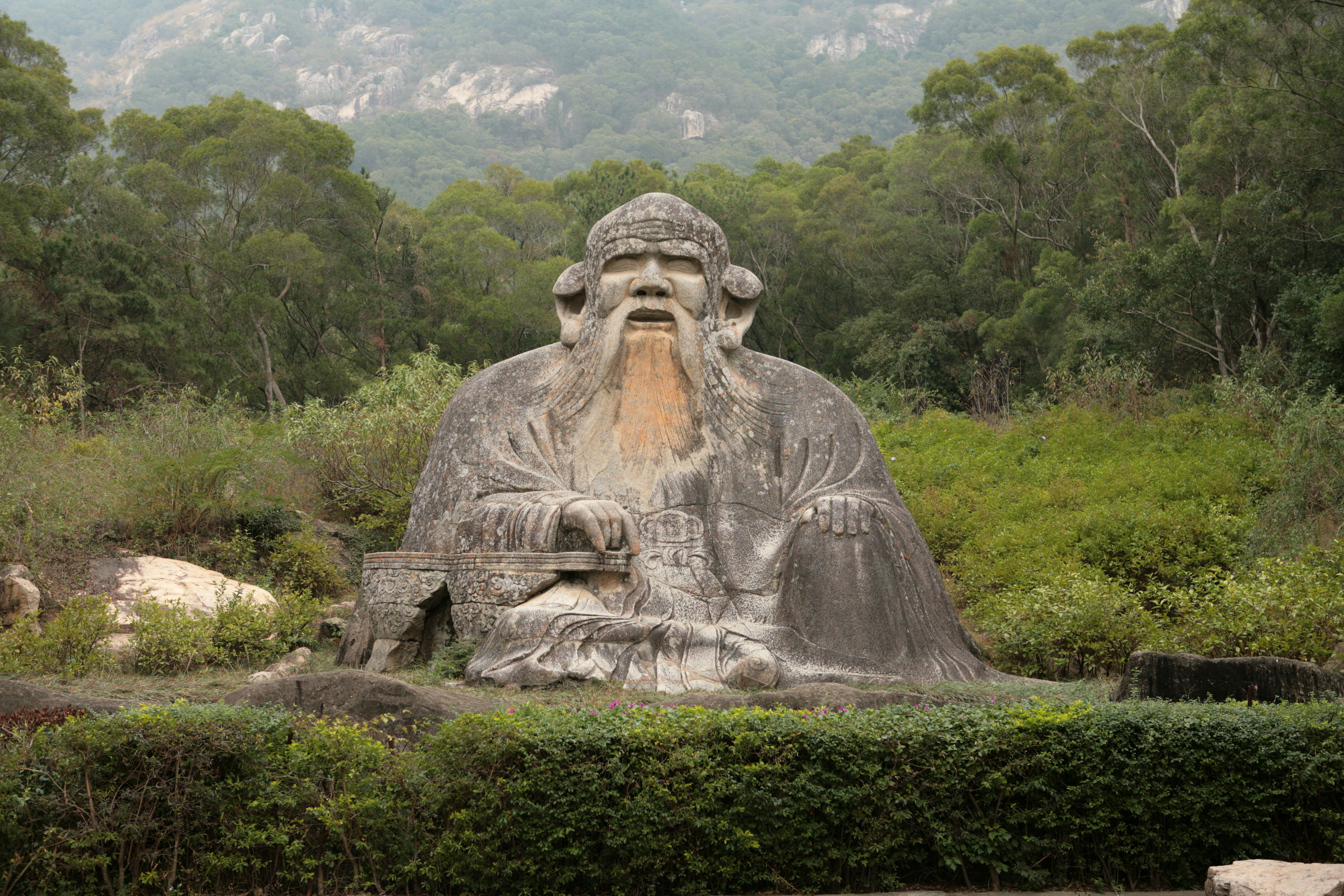
Steinskulptur des Laozi (Quanzhou, China)

Laozi (chinesisch 老子, Pinyin Lǎozǐ, W.-G. Lao-tzu – „Meister Lao, Alter Meister“) war ein legendärer chinesischer Philosoph, der im 6. Jahrhundert v. Chr. gelebt haben soll. Je nach Umschrift wird der Name auch Lao-Tse a bzw. Laotse b, Lao-tzu c, Lau-dsï d oder Laudse geschrieben. Die Schreibweise der älteren Umschriften ist im Folgenden hinter der Pinyin-Form in Klammern angegeben.
Laozi gilt als Begründer des Daoismus (Taoismus). Das ihm in der Legende zugeschriebene Werk, welches erst durch den Han-Kaiser Jing (157–141 v. Chr.) als Dàodéjīng (Tao Te King e, Tao Te Ching c) gefasst und betitelt wurde, ist das Hauptwerk des Daoismus, welches wohl spätestens im 4. Jahrhundert v. Chr. entstanden ist.
Trotz der sonst beeindruckenden Überlieferung minutiöser Chroniken und Listen von Herrschern, Beamten und anderen Würdenträgern des alten China ist über Laozi fast nichts bekannt. Die ältesten Quellen, die ihn erwähnen, sind Anekdoten und Legenden, darunter mehrere Geschichten über ihn in Zhuāngzǐs (Dschuang Dsi f, Chuang-tzu c) „wahrem Buch vom südlichen Blütenland“. Die erste historische oder biographische Quelle findet sich im Shǐjì (Shi chi) c des Sīmǎ Qiān (Ssu-ma Ch'ien) c, den „Aufzeichnungen des Chronisten“ aus dem 1. Jahrhundert v. Chr., doch Sīmǎ Qiān schreibt selbst, dass seine Quellenlage sehr unsicher sei und er widersprüchliche Aussagen über Lǎozǐ gefunden habe; deshalb sei er nicht sicher, ob Lǎozǐ tatsächlich je gelebt habe.

## Biographie

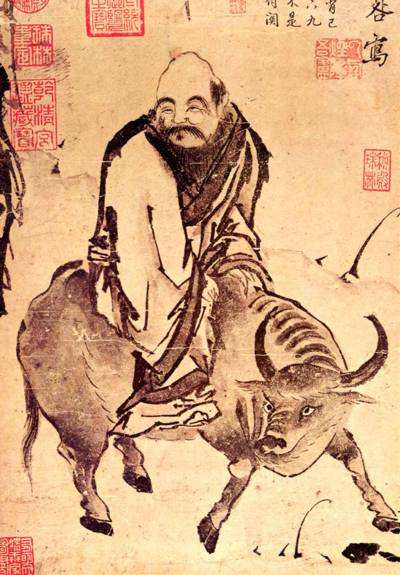
Eine Darstellung Lǎozǐs

Der Überlieferung nach wurde Laozi in der Präfektur Kǔ (苦縣 / 苦县,  Kǔ Xiàn) des Staates Chǔ, dem heutigen Kreis Lùyì (鹿邑) im heutigen Hénán geboren. Sein Sippenname war Lǐ (李), sein Vorname Ěr (耳 – „Ohr“), sein Gesellschaftsname (字,  zì) war Bóyáng (伯陽 / 伯阳); ein anderer Name für ihn ist Lǎo Dān (老聃 – „Altes Langohr“; dān: Ohr ohne Rand).
Laozi diente wohl als Archivar in der Bibliothek der Zhōu. Als er Chaos und den Verfall des Reiches vorhersah, verließ er das Land.
Ca. 70 km westlich von Xi’an, bei Louguan Tai befindet sich am Han-Gu-Pass ein Tempel, in dem Yin Xi, auch Yin Wenshi genannt, ein Gelehrter der Zhou der Periode der Frühlings- und Herbstannalen, einen Turm zur Beobachtung von Gestirnen und Wetter errichtet hatte. Hier wurde Laozi der Legende zufolge von ebendiesem Yin Xi aufgefordert, sein Wissen mitzuteilen. Die Sammlung seiner Lehren, welche er daraufhin schrieb, wurde als Dàodéjīng bekannt. Das Shǐjì berichtet, dass Lǎozǐ nach dessen Niederschrift im Westen verschwand.
Yin Wenshi, der den daoistischen Namen Guanling trug, war Berater des Kronprinzen. Er legte nach seiner Begegnung mit Laozi alle weltlichen Ämter nieder und folgte den Lebensregeln des frühen Daoismus. Heute gelten die verbliebene Plattform und die umgebenden Tempel für Daoisten als ein wichtiger Ort der Verehrung.
Anhand von philologischen Untersuchungen und Exegese der überlieferten Fassungen nimmt die heutige Wissenschaft an, dass Laozi wahrscheinlich nie existiert hat, sondern dass das Werk diesen Namen in einer Zeit bekam, als lange tradierte mündliche Überlieferungen aufgeschrieben und mit einem Verfasser versehen wurden. Die Legenden, die sich um Lǎozǐ ranken, entstanden wohl aus dem Bedürfnis der damaligen Zeit heraus, eine Überlieferung historisch greifbar und zu einer Schule gehörend zu machen.
Den Legenden nach wurde Lǎozǐ über 160 Jahre alt, andere Quellen sprechen sogar von 200 Jahren. Dieses hohe Alter habe er durch Vollkommenheit im Dào (Tao) erreicht. Allerdings ist sogar die daoistische Literatur in diesem Punkt widersprüchlich. Nach seinen eigenen Lehren soll Laozi Bescheidenheit und Zurückgezogenheit gesucht haben. Ein Gegensatz zum Wirken und der Bekanntheit seiner Person entstände hier jedoch, wenn man einigen – an dieser Stelle zu hinterfragenden – Zhuāngzǐ-Übersetzungen vom „Tod des Laotse“ wie etwa der von Richard Wilhelm folgte: „Um sie so fest an sich zu binden, muß er Worte gesprochen haben, die er nicht sprechen durfte […] Das ist aber ein Abweichen von der himmlischen Natur.“

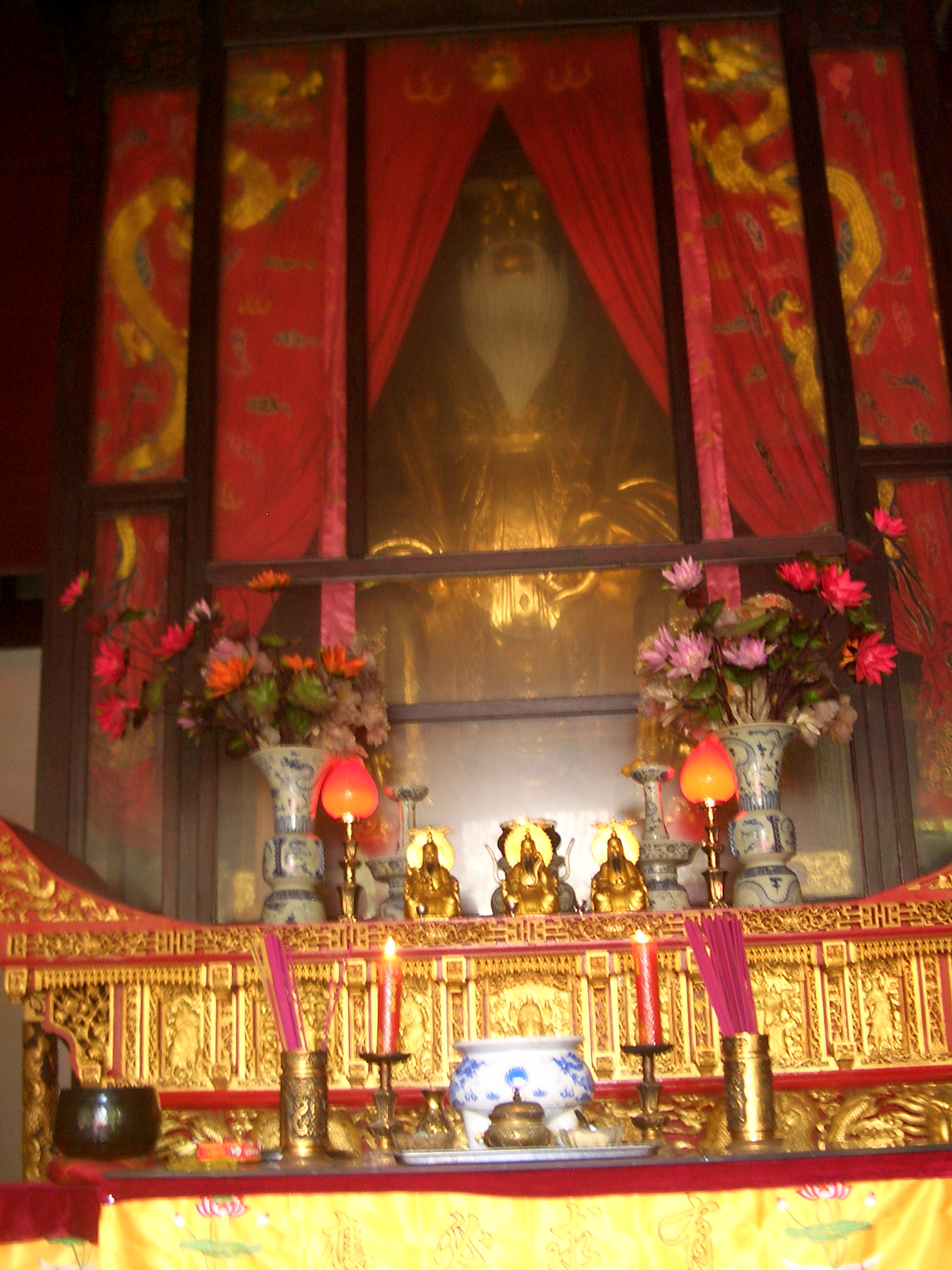
Laozi als Gottheit Taishang Laojun in einem chinesischen Tempel (Wuhan)

## Laozi als Gottheit
Ab dem 2. Jahrhundert während der Han-Dynastie entwickelte sich die Gestalt des Laozi zum Hochgott des Daoismus, und er wurde als einer der Drei Reinen in das Pantheon des Daoismus aufgenommen. Er verkörperte den Heiligen, wie er im Zhuangzi und im Huainanzi beschrieben wird, und seine Züge vermischten sich mit den Attributen des mystischen Gelben Kaiser Huang Di. Er gilt als Verkörperung des Dao und seine Gestalt wurde kosmisiert. So nahm man an, er weile im Sternbild des Scheffels und steige auf und ab als Vermittler zwischen der himmlischen und der irdischen Welt. Sein Sitz ist der Mittelpunkt des Sternenhimmels und der Himmelsrichtungen; in der Ikonographie ist er umgeben von den vier heraldischen Tieren, die diese symbolisieren. Laozi wandelt sich mit den Zyklen der Zeit und kann dabei vielerlei Formen annehmen. In einigen daoistischen Schulen wurde sogar angenommen, Laozi sei das Dao selbst. So geht gemäß diesen Schulen seine Existenz dem Universum voraus, und er tritt in ihm als Gestalter der kosmischen Ordnung auf. In unzähligen Inkarnationen ist er der weise Berater der Kaiser und unterweist die daoistischen Adepten, so dass er als immer wiederkehrender Lehrer und Verkünder der unterschiedlichen Schulen des Daoismus erscheint.

## Rezeption im Westen
In der westlichen Welt wird Laozi meist als Philosoph verstanden, welcher mit seinem Werk Daodejing einen prägenden Einfluss auf den Daoismus ausübte. In seiner Einleitung zu Lǎozǐ schreibt Richard Wilhelm:

„Das, was man heutzutage Taoismus zu nennen gewohnt ist, geht in Wirklichkeit auf ganz andere Quellen zurück als den Tao te king des Laotse. […] Dennoch würde es verkehrt sein, Laotse aus dem Zusammenhang des chinesischen Geisteslebens herauszuschälen, denn er ist mit tausend Fäden damit verknüpft.“

## Einflüsse
Zhuangzi, welcher nach traditionellen Berichten der berühmteste Nachfolger Laozis war, hatte großen Einfluss auf die chinesische Literatur und Kultur. Staatsphilosophen, die von Laozi beeinflusst wurden, befürworteten Demut in der Führung und Zurückhaltung im Staatswesen, entweder aus ethischen und pazifistischen Gründen oder für taktische Zwecke. In einem anderen Zusammenhang haben verschiedene anti-autoritäre Bewegungen die Laozi-Lehren als die Macht der Schwachen gelobt. Bertolt Brecht beschäftigte sich in den 1920er und 1930er Jahren mit dem Daodejing, was sich 1938 in seinem berühmten Gedicht Legende von der Entstehung des Buches Taoteking auf dem Weg des Laotse in die Emigration widerspiegelte.
 Laozi war ein Befürworter von begrenzter Regierungsmacht, bei der sich die Bürger möglichst wenig mit Gesetzen und Bürokratie beschäftigen sollten. Er zeigte auch eine gewisse Skepsis in Bezug auf Geschichte, ähnlich wie dann auch J. J. Rousseau mit seinem Werk "Zurück zur Natur". Sie propagierten eine Rückbesinnung auf die Lebensführung im Einklang mit dem Werden und Vergehen einer erlebbaren Natur in der Kultur. Linksliberale wurden besonders von Laozi beeinflusst. 1910 führte Pjotr Alexejewitsch Kropotkin in der Encyclopædia Britannica in einem Artikel an, dass Laozi im Wesentlichen einer der ersten Befürworter von anarchistischen Konzepten gewesen sein soll. 1937 lobte der Anarchosyndikalismus-Schriftsteller Rudolf Rocker in seinem Buch „Nationalismus und Kultur“ Laozis „milde Weisheit“ und Verständnis des Gegners zwischen politischer Macht, den kulturellen Aktivitäten des Volkes und der Gemeinschaft. Anarchisten wie John P. Clark und Ursula K. Le Guin sahen Verbindungen zwischen Anarchismus und Daoismus, wobei sie besonders die Lehren Laozis betonten. In ihrer Darstellung des Daodejing schrieb Le Guin, dass Laozi „Politische Macht nicht als Magie ansieht. Er sieht aufrechte Macht als verdient an und falsche Macht als angeeignet an … er sieht Opferung des Selbst oder anderer als korrumpierte Macht an und Macht als zugänglich für alle, die dem Weg folgen. Es sei nicht verwunderlich, dass Anarchisten und Taoisten gute Freunde ausmachten“.
Der rechtsliberale Ökonom Murray Rothbard deutete an, dass Laozi der erste Liberale gewesen sei, und verbindet hierbei Laozis Ideen der Regierungen mit Friedrich August von Hayeks Theorie der Spontanen Ordnung. James A. Dorn stimmte dem zu, indem er schrieb, dass Laozi wie viele Liberale des 18. Jahrhunderts „argumentiert, dass durch die Minimierung der Rolle der Regierung und durch spontane Selbstordnung Einzelner die beste soziale und wirtschaftliche Harmonie erreicht würde“. Ähnlichkeiten aus dem Daodejing enthält das Buch Der Liberale Leser von David Boaz vom Cato-Institut. Auch Shimona Löwenstein hat in "Die nichtregierte Gesellschaft" explizit auf einige Gemeinsamkeiten vom überlieferten Taoismus mit dem modernen Liberalismus hingewiesen. Der Philosoph Roderick Long hingegen argumentiert, dass das liberale Leitmotiv im taoistischen Gedanken ursprünglich von früheren konfuzianistischen Autoren stammen würde.
Im Jahre 1942 verwendet die Weiße Rose ein Gedicht von Lao-tse in ihrem zweiten Flugblatt.
Der Asteroid (7854) Laotse wurde am 5. Oktober 1998 nach ihm benannt.

## Übersetzungen
- Misha Tadd: 《老子》译本总目 / The Complete Bibliography of Laozi Translations. 《国际汉学》/ International Sinology, 2019.1. (Diese Bibliografie enthält 1576 Einträge in 73 Sprachen.)
- Günther Debon: Lao-Tse. Tao-Tê-King. Das Heilige Buch vom Weg und von der Tugend. Stuttgart: Philipp Reclam jun. 1979, ISBN 3-15-006798-7.
- Ansgar Gerstner: Eine Synopse und kommentierte Übersetzung des Buches Laozi sowie eine Auswertung seiner gesellschaftskritischen Grundhaltung auf der Grundlage der Textausgabe Wang-Bis, der beiden Mawangdui-Seidentexte und unter Berücksichtigung der drei Guodian-Bambustexte. Dissertation. Universität Trier, 2001 (archiviert).
- Viktor Kalinke: Studien zu Laozi, Daodejing. Ed. Erata, Leipzig; 1: Text und Übersetzung nebst Zeichenlexikon und Konkordanz. 2000, ISBN 3-934015-15-8; 2. Anmerkungen und Kommentare. 2000, ISBN 3-934015-18-2; 3. Nichtstun als Handlungsmaxime. Essay. 2011, ISBN 978-3-86660-115-4.
- Viktor Kalinke: Laozi. Daodejing – Gesamttext und Materialien. 2., überarbeitete u. erweiterte Auflage. Leipziger Literaturverlag, Leipzig 2022, ISBN 978-3-86660-286-1 (chinesisch, deutsch, Inhaltsverzeichnis [PDF; 165 kB] Kalligraphien, Karten und Graphiken; mit Illustrationen von Thomas Baumhekel; DNB 1252655428 – Katalogeintrag der Deutschen Nationalbibliothek).
- Moss Roberts: Dao De Jing: The Book of the Way. Berkeley: University of California Press, 2004, ISBN 0-520-24221-1.
- Ernst Schwarz: Laudse – Daudedsching. Reclam, Leipzig 1970, 31978[15], 61990. (Neuausgabe 1995 mit verändertem Layout als Lao-tse (Lau Dse): Tao-te-king (Dau-De-Dsching) im Kösel Verlag, München.)
- Rainald Simon: Daodejing. Das Buch vom Weg und seiner Wirkung. Chinesisch-Deutsch, Reclam, Stuttgart 2009, ISBN 978-3-15-010718-8.
- Richard Wilhelm: Laotse – Tao Te King. Das Buch des Alten vom Sinn und Leben. Eugen Diederichs, Jena 1911; erweiterte Neuausgabe als Lao Tse – Tao Te King. Das Buch vom Sinn und Leben. Eugen Diederichs, München 1978. (Seit 1957 in leicht veränderter Textversion; mit zus. Kommentar u. Anm. des Übersetzers, Bibliographie.) (Zahlr. Neuaufl., u. a. Anaconda, 2022).